# Andreas Ludwig (Historiker)
Andreas Ludwig (* 18. Januar 1954 in Berlin) ist ein deutscher Neuzeithistoriker.

## Leben und Wirken
Von 1975 bis 1981 studierte Ludwig an der Freien Universität Berlin Geschichte, Germanistik, Philosophie und Erziehungswissenschaften. Dem Ersten Staatsexamen für das Lehramt an höheren Schulen folgte 1983 der Abschluss als Magister Artium. Im Jahr 2000 wurde er an der Technischen Universität Berlin auf dem Gebiet der Modernen Stadtgeschichte bei Wolfgang Hofmann promoviert. Das Thema der Arbeit behandelte die sozialen Stiftungen als Vergesellschaftungskern des Bürgertums in der Urbanisierung des 19. und 20. Jahrhunderts am Beispiel der Stadt Charlottenburg.
Nach dem Studium engagierte sich Ludwig seit 1981 in der Berliner Geschichtswerkstatt, wo er an Ausstellungs- und Publikationsprojekten zum Berliner Alltag im Nationalsozialismus beteiligt war. Nach dem Referendariat an der deutsch-amerikanischen John-F.-Kennedy-Schule erhielt er den Auftrag zur Konzeption des Heimatmuseums für den Berliner Stadtbezirk Charlottenburg, das zur 750-Jahr-Feier Berlins 1987 eröffnet wurde und das er bis 1988 leitete. Von 1989 bis 1992 war Ludwig Wissenschaftlicher Mitarbeiter für Stadtgeschichte am Institut für Geschichte der Technischen Universität Berlin.
Im Jahr 1993 wurde er von der Stadt Eisenhüttenstadt mit der Gründung des Dokumentationszentrums Alltagskultur der DDR beauftragt, das er bis Ende 2012 leitete. Mit dem Konzept einer begleitenden Musealisierung und einer Sammlungsbildung auf Grundlage von Alltagsbefunden knüpfte Ludwig an die Geschichtswerkstätten an und erweiterte sie durch diskursive Ausstellungskonzepte und Interpretationen der materiellen Alltagskultur als Beitrag zu einer Gesellschaftsgeschichte der DDR. Neben seinen stadtgeschichtlichen Arbeiten setzt er sich mit Fragen der Musealisierung und den Möglichkeiten der materiellen Kultur als historischer Quelle auseinander. Ludwig ist Mitherausgeber der Zeitschrift „WerkstattGeschichte“ und war Lehrbeauftragter für Museumskunde an der Europa-Universität Viadrina in Frankfurt (Oder). Er war seit 2013 bis zu seinem Ruhestand 2021 wissenschaftlicher Mitarbeiter am Zentrum für Zeithistorische Forschung, Potsdam.

## Publikationen
- Geschichte von morgen. Über das Sammeln von Gegenwart in historischen Museen, Göttingen: Wallstein Verlag 2024
- (Hrsg. u. Einl.) Hilde Thurnwald: Gegenwartsprobleme Berliner Familien. Eine soziologische Untersuchung an 498 Familien (1946/47), Hildesheim: Weidmannsche Verlagsbuchhandlung 2024
- (Hrsg.) Neue Städte. Vom Projekt der Moderne zur Authentisierung, Göttingen: Wallstein Verlag 2021
- (Hrsg. zusammen mit Michael Farrenkopf und Achim Saupe) Logik und Lücke. Die Konstruktion des Authentischen in Archiven und Sammlungen. Göttingen: Wallstein Verlag 2021.
- Materielle Kultur. In: Docupedia-Zeitgeschichte, Version 2.0, 1. Oktober 2020
- (zusammen mit Gernot Schaulinski) Metropole Berlin. Traum und Realität 1920/2020. Berlin: Berliner Landeszentrale für politische Bildung, 2020.
- Zeitgeschichte der Dinge. Spurensuchen in der materiellen Kultur der DDR. Wien/Köln/Weimar: Böhlau Verlag, 2019.
- mit Katja Böhme: Lebensweltliche Dingordnung. Zum Quellencharakter musealisierter Alltagsgeschichte. In: Zeithistorische Forschungen 13 (2016), H. 3, S. 530–542.
- Geschichte ohne Dinge? Materielle Kultur zwischen Beiläufigkeit und Quelle. In: Historische Anthropologie 23 (2015), H. 3, S. 431–445.
- Geschichtswissenschaft. In: Stefanie Samida, Manfred K.H. Eggert, Hans Peter Hahn (Hrsg.): Handbuch Materielle Kultur. Bedeutungen, Konzepte, Disziplinen. J.B.Metzler, Stuttgart/Weimar 2014, S. 287–292.
- Konzeption und Beiträge: Alltag: DDR, Geschichten, Fotos, Objekte, Begleitbuch zur Dauerausstellung des Dokumentationszentrum Alltagskultur der DDR (Hrsg.). Links, Berlin 2012, ISBN 978-3-86153-670-3.
- mit Karl-Robert Schütze: Aufgehobene Dinge. Ein Frauenleben in Ost-Berlin. Schütze, Berlin 2011, ISBN 978-3-928589-27-7.[1]
- Musealisierung der Zeitgeschichte. Die DDR im Kontext. In: Deutschland Archiv 44 (2011), H. 4, S. 604–613. (online-Version)
- Representations of the Everyday and the Making of Memory: GDR History and Museums. In: David Clarke, Ute Wölfel (Hrsg.): Remembering the German Democratic Republic: Divided Memory in a United Germany. Basingstoke 2011, S. 37–53.
- mit Kurt Schilde (Hrsg.): Jüdische Wohlfahrtsstiftungen. Initiativen jüdischer Stifterinnen und Stifter zwischen Wohltätigkeit und sozialer Reform. Fachhochschulverlag, Frankfurt am Main 2010.
- Die Alltagskultur der DDR nach 1989/90. In: Martin Sabrow (Hrsg.): Bewältigte Diktaturvergangenheit? 20 Jahre DDR-Aufarbeitung. Akademische Verlagsanstalt, Leipzig 2010, S. 83–99, ISBN 978-3-931982-65-2.
- Der Fall Charlottenburg. Soziale Stiftungen im städtischen Kontext (1800–1950) (= Städteforschung, Bd. 66). Böhlau, Köln u. a. 2005, ISBN 3-412-12905-4.
- Eisenhüttenstadt. Wandel einer industriellen Gründungsstadt. Landeszentrale für politische Bildung, Potsdam 2000, ISBN 3-932502-24-8.
- mit Gerd Kuhn (Hrsg.): Alltag und soziales Gedächtnis. Die DDR-Objektkultur und ihre Musealisierung. Ergebnisse, Hamburg 1997
- Geschichtsvermittlung und Ausstellungsplanung in Heimatmuseen: eine empirische Studie in Berlin. Institut für Museumskunde, Berlin 1992.